# DJ Khaled
DJ Khaled, de son vrai nom Khaled Mohamed, né le 26 novembre 1975 à La Nouvelle-Orléans en Louisiane, est un disc jockey et producteur américain d’origine palestinienne. Il est DJ et animateur de la station de radio WEDR, à Miami, qui diffuse plusieurs styles musicaux (rap, crunk, RnB, reggaeton). Il est également le DJ du groupe Terror Squad. En 2010, il fonde son propre label discographique, We the Best Music, dont l'artiste le plus populaire est Ace Hood. Son label est intégré à Cash Money Records, dirigé par Birdman, au début de l'année 2012.
Entre 2004 et 2006, Khaled est coproducteur des albums Real Talk de Fabolous, True Story de Terror Squad ou encore All or Nothing et Me, Myself and I, deux albums de Fat Joe. Dans toutes ses chansons, Khaled scande son nom ou rappe un peu pour montrer qu'il peut être plus qu'un DJ comme dans Welcome to My Hood Remix, extrait de l'album We the Best Forever, où il rappe un couplet entier.

## Biographie

### Jeunesse et débuts (1975–2003)
Khaled Mohamed Khaled, alias DJ Khaled, est né le 26 novembre 1975 à La Nouvelle-Orléans, en Louisiane, de parents palestiniens ayant immigré aux États-Unis,. DJ Khaled se décrit comme un musulman pratiquant.
Il rencontre Birdman et Lil Wayne en 1993, à La Nouvelle-Orléans, lorsqu'il travaillait chez un disquaire appelé Odyssey. Après avoir quitté Odyssey, il se lance dans le DJing, mixant dancehall et hip-hop. Il apparait pour la première fois sur une radio pirate. Peu après, il s'associe à Luther Campbell du 2 Live Crew sur son show The Luke Show. En 2003, il anime sa propre émission de radio, TAKEOVER, pour la station de Miami, WEDR, avec K. Foxx. Durant sa carrière, Khaled utilise plusieurs noms de scène comme Arab Attack, Big Dog Pitbull, Terror Squadian (utilisé pendant sa période dans le groupe Terror Squad), Beat Novacane (un nom sous lequel il produit des beats), The Don Dada, et Mr. Miami. Il abandonne son nom de scène Arab Attack après les attaques du 11 septembre, expliquant ne pas vouloir offusquer les victimes et familles des victimes,,.

### DeListennn... the AlbumàWe Global(2006–2008)
DJ Khaled publie son premier album studio, Listennn... the Album, le 6 juin 2006, au label Koch Records, qui atteint la 12e place du Billboard 200,. DJ Khaled publie le single et le clip, Born-N-Raised avec Trick Daddy, Rick Ross, et Pitbull.
We the Best est son deuxième album, publié en 2007, marque un tournant dans sa carrière. En effet, des titres comme I'm So Hood avec T-Pain, Trick Daddy, Plies et Rick Ross ou We Takin' Over, en featuring avec Akon, T.I., Rick Ross, Fat Joe, Birdman et Lil Wayne ont beaucoup de succès. We Takin' Over se classe 28e au Billboard Hot 100 et 11e aux Hot Rap Tracks, et est certifié disque d'or par la Recording Industry Association of America (RIAA), le 20 novembre 2007. Il participe également au single 100 Million de Birdman, sur l'album 5 * Stunna, en featuring avec Rick Ross, Dre, Young Jeezy et Lil Wayne. Cette année, Khaled remporte deux Ozone Awards : l'un dans la catégorie de « meilleure vidéo » pour We Takin' Over, et l'autre dans la catégorie « meilleur DJ radio ».
En 2008 sort le troisième album de DJ Khaled, We Global, avec le single Out Here Grindin (featuring Akon, Rick Ross, Lil Boosie et Plies), suivi de Go Hard, avec Kanye West et T-Pain. Le single I'm So Hood Remix, réédité dans cet album, est certifié platine le 4 juin 2008. L'album comprend également deux titres avec le rappeur Pitbull, Defend Dade et Rep My City. La même année, Khaled remporte la récompense « DJ of the Year » lors des BET Hip Hop Awards et Ozone Awards,. En 2009, il devient président de Def Jam South.

### DeVictoryàKiss the Ring(2010–2012)
Son quatrième album studio, intitulé Victory, est publié au début de 2010. Cet album comprend de nombreux featurings tels que Drake, Lil Wayne, Usher, Young Jeezy, Rick Ross, Ludacris, P. Diddy, T-Pain ou encore Snoop Dogg, Nas. Le single All I Do Is Win avec en featuring T-Pain, Ludacris, Rick Ross et Snoop Dogg est certifié double platine, et a droit à un remix avec, entre autres, P. Diddy, Nicki Minaj, Fat Joe, ou encore Jadakiss. L'album se classe à la 14e place du Billboard 200.
Début 2011, Khaled annonce le titre de son prochain album, We the Best Forever, sur Twitter. L'album est publié le 28 juin 2011. Le 19 août, Khaled place son label, We the Best Music, sous la tutelle de Cash Money Records (YMCMB) via Universal Motown. L'album est ainsi publié grâce à plusieurs labels comme We the Best Music, YMCMB mais également E1 Entertainment et Def Jam South et fait participer Fat Joe, Chris Brown, Keyshia Cole, Cee Lo Green, Cool & Dre, Rick Ross, Kanye West, Jay-Z, Nas, Birdman, Lil Wayne, T.I., Akon, Drake et Nicki Minaj,,,. Le premier single, Welcome to My Hood, produit par DJ Khaled, Nasty Beatmakers et The Renegades, avec en featuring T-Pain, Rick Ross, Plies et Lil Wayne, sort le 1er février 2011. Le clip est tourné à Miami par Gil Green avec des apparitions de Flo Rida, Busta Rhymes, Bow Wow ou encore le rappeur français Rohff. Le deuxième single, I'm on One, featuring Drake, Rick Ross et Lil Wayne, est publié le 20 mai 2011 et se classe à la première place des Hot RnB/Hip-Hop Songs pendant environ 12 semaines, ce qui en fait la première chanson de DJ Khaled à être classée premier. Ce titre devient alors la chanson la mieux classée de toutes les collaborations entre DJ Khaled et Rick Ross. I'm on One est certifiée disque d'or. We the Best Forever compte 53 000 exemplaires vendus le jour de sa sortie, ce qui en fait le meilleur démarrage pour DJ Khaled, se classant premier du Top Rap Albums, et encore une première pour l'artiste.
Le 10 décembre 2011, Khaled annonce que son prochain album, Kiss the Ring, annoncé pour l'été 2012 via une vidéo postée sur son site web. DJ Khaled déclare qu'il travaille avec R. Kelly, Nas, TLC, Plies, Ice Cube, Ace Hood, Kanye West, Ryan Leslie, Maybach Music Group (Rick Ross, Meek Mill, Wale) ainsi qu'avec YMCMB (T-Pain, Birdman, Lil Wayne, Drake) et beaucoup d'autres. Il annonce par ailleurs, qu'il fait un featuring avec quelqu'un de très spécial (la rumeur voudrait que ce soit Eminem, car Khaled manifeste l'envie de travailler avec lui depuis très longtemps). Le premier single présenté est Take It to the Head en featuring avec Chris Brown, Rick Ross, Nicki Minaj et Lil Wayne. Kiss the Ring est publié le 21 août 2012. Le troisième single officiel s'intitule Bitches and Bottles en featuring avec T.I, Lil Wayne, et Future. En 2012, le label We the Best Music de Khaled est entièrement rattaché à YMCMB.

### Suffering from SuccessetI Changed a Lot(depuis 2013)
En janvier 2013, DJ Khaled annonce travailler sur un septième album, Suffering from Success. Le premier single s'intitule No New Friends et fait participer Drake, Lil Wayne et Rick Ross, avec à la production Boi-1da et Noah « 40 » Shebib. Le 14 avril 2013, DJ Khaled publie la vidéo promotionnelle de Suffering for Success et le premier single No New Friends. Le single est ensuite publié sur iTunes le 19 avril 2013,. No New Friends débute 55e du Billboard Hot 100. Le 10 juin 2013, Suffering from Success est annoncé pour le 24 septembre 2013. Le 25 juillet 2013, Khaled propose publiquement la main de Nicki Minaj à Cash Money sur MTV,. Le 29 juillet 2013, lors d'un entretien avec Funkmaster Flex, Minaj refuse la proposition de Khaled expliquant : « Khaled est mon frère, et il n'était pas sérieux. Laissez tomber. Il rigolait. » Le même jour, Flex diffuse le nouveau single de Khaled, I Wanna Be with You avec Minaj, Future et Rick Ross. Cela mène certains à penser que cette demande était en réalité une promotion pour son nouveau single,.
Le 28 avril 2014, DJ Khaled annonce la participation de Jay-Z sur un nouveau single. Quelques heures après, il publie le single They Don't Love You No More avec Rick Ross, Meek Mill et French Montana. La chanson est annoncée sur son huitième album, I Changed a Lot, prévu pour 2015,. Le lendemain, They Don't Love You No More est diffusé sur la radio mainstream urban américaine.
Le 5 février 2016, DJ Khaled lance son émission de radio We the Best sur Beats 1. Le 14 février 2016, DJ Khaled annonce la diffusion de la nouvelle mixtape de French Montana sur We the Best Radio. La mixtape, Wave Gods, est diffusée le 19 février 2016. En 2017, sa chanson I'm the One en compagnie de Lil Wayne, de Justin Bieber, de Quavo et de Chance the Rapper, atteint la première place du Billboard Hot 100, des Official UK Charts et du Canadian Hot 100,.
Lors de la 11e saison de l'émission française Les Anges, il est invité parmi les participants.

## Discographie

### Albums studio
- 2006 : Listennn... the Album
- 2007 : We the Best
- 2008 : We Global
- 2010 : Victory
- 2011 : We the Best Forever
- 2012 : Kiss the Ring
- 2013 : Suffering From Success
- 2015 : I Change a Lot
- 2016 : Major Key
- 2017 : Grateful
- 2019 : Father of Asahd
- 2021 : Khaled Khaled
- 2022 : God Did
- 2023 : Til Next Time

### Singles
- 2006 : Holla At Me (Feat. Lil Wayne, Paul Wall, Fat Joe, Rick Ross & Pitbull)
- 2006 : Grammy Family (feat. Kanye West, Consequence & John Legend)
- 2006 : Born-n-Raised (feat. Trick Daddy, Pitbull & Rick Ross)
- 2007 : We Takin' Over (feat. Akon, T.I., Rick Ross, Fat Joe, Birdman & Lil Wayne)
- 2007 : I'm So Hood (feat. T-Pain, Trick Daddy, Plies & Rick Ross)
- 2008 : Out Here Grindin (feat. Akon, Rick Ross, Young Jeezy, Lil Boosie, Trick Daddy, Ace Hood & Plies)
- 2008 : Go Hard (feat. Kanye West & T-Pain)
- 2009 : Fed Up (feat. Usher, Young Jeezy, Rick Ross & Drake)
- 2010 : All I Do Is Win (feat. T-Pain, Ludacris, Rick Ross & Snoop Dogg)
- 2010 : All I Do Is Win (Remix) (feat. Rick Ross, Busta Rhymes, Diddy, Nicki Minaj, Fabolous, Jadakiss, Fat Joe, Swizz Beatz & T-Pain)
- 2011 : Welcome To My Hood (feat. T-Pain, Rick Ross, Plies & Lil Wayne)
- 2011 : Welcome To MY Hood (Remix) (feat. Ludacris, T-Pain, Busta Rhymes, Twista, Mavado, Birdman, Ace Hood, Fat Joe, Jadakiss, The Game, Bun B & Waka Flocka Flame)
- 2011 : I'm On One (feat. Drake, Rick Ross & Lil Wayne)
- 2011 : It Ain't Over Til It's Over (feat. Mary J. Blige, Fabolous & Jadakiss)
- 2012 : Take It To The Head (feat. Chris Brown, Rick Ross, Nicki Minaj & Lil Wayne)
- 2012 : I Wish You Would (feat. Kanye West & Rick Ross)
- 2013 : No New Friends (feat. Rick Ross, Lil Wayne & Drake)
- 2014 : They Don't Love You No More (feat. Meek Mill, Rick Ross, Jay-Z & French Montana)
- 2014 : Hold You Down (feat. Jeremih, August Alsina, Chris Brown & Future)
- 2014 : Hold You Down Remix (feat. Usher, Rick Ross, Fabolous & Ace Hood)
- 2015 : How Many Times (feat. Chris Brown, Lil Wayne & Big Sean)
- 2015 : Do you Mind (feat. Nicki Minaj, Chris Brown, Jeremih & Future)
- 2015 : Gold Slugs (feat. Chris Brown, August Alsina & Fetty Wap)
- 2017 : I'm the One (feat. Justin Bieber, Quavo, Chance the Rapper & Lil Wayne)
- 2017 : Shining (feat. Beyoncé & Jay-Z)
- 2017 : Dinero (feat. Jennifer Lopez & Cardi B)
- 2017 : Wild Thoughts (feat. Rihanna & Bryson Tiller)
- 2018 : Top Off (feat. Jay-Z, Future & Beyoncé)
- 2018 : I Believe (From Disney's "A Wrinkle in Time") (feat. Demi Lovato)
- 2018 : No Brainer (feat. Justin Bieber, Quavo & Chance the Rapper)
- 2019 : Higher (feat. Nipsey Hussle & John Legend)
- 2019 : Wish Wish (feat. Cardi B & 21 Savage)
- 2020 : POPSTAR (feat. Drake)
- 2021 : Let It Go (feat. 21 Savage, Justin Bieber)

### Singles collaboratifs
- 2007 : Grammy Family (Consequence feat. Kanye West & DJ Khaled)
- 2008 : Superman (T-Pain feat. DJ Khaled)
- 2008 : Karaoke (T-Pain feat. DJ Khaled)
- 2011 : VNTM.COM (La Fouine feat. DJ Khaled)
- 2011 : I'm Number One (Birdman feat. Nelly & DJ Khaled)
- 2012 : Theraflu (Kanye West feat. DJ Khaled)
- 2012 : Ima Boss Remix (Meek Mill feat. T.I., Rick Ross, Birdman, Lil Wayne, Swizz Beats & DJ Khaled)
- 2016 : Miami Vice (Kalsha Feat Dj Khaled)
- 2024 : Love, Money, Fame (SEVENTEEN feat. DJ Khaled)
- 2024 : Love, Money, Fame (SEVENTEEN feat. DJ Khaled) (Kenia Os (en) Remix)
- 2024 : Love, Money, Fame (SEVENTEEN feat. DJ Khaled) (Timbaland Remix)

### Productions
- 2004 : Terror Squad : True Story : Nothing's Gonna Stop Me, Yes Dem to Def
- 2004 : Fabolous : Real Talk : Gangsta
- 2005 : Fat Joe : All or Nothing : Temptation Pt. 1, Temptation Pt. 2, Beat Novacane
- 2006 : Fat Joe - Me, Myself and I : The Profit (featuring Lil Wayne), Story to Tell
- 2006 : Rick Ross - Port of Miami : I'm A G (featuring Brisco & Lil Wayne), The Realist (featuring Trick Daddy) (piste écartée)
- 2006 : DJ Khaled - Listennn... the Album : Intro, Problem, Where You At
- 2007 : DJ Khaled - Intro (We the Best), Before the Solution (sur We the Best)
- 2008 : Fat Joe - Get It for Life (sur l'album The Elephant in the Room)
- 2008 : DJ Khaled - Standing on the Mountain Top, Go Hard (featuring Kanye West & T-Pain) (sur We Global)
- 2023 : DJ Khaled - Life Is Roblox
- 2023 : DJ Khaled - Tell them to bring the whole Ocean
- 2023 : DJ Khaled - Call me Asparagus
- 2023 : DJ Khaled - Tell them to bring the capuccino
- 2023 : DJ Khaled - God Did
- 2023 : DJ Khaled - Let's Go Golfin' (ft. Let's go Swimmin')

## Filmographie
Sauf indication contraire, les informations mentionnées dans cette section peuvent être confirmées par la base de données cinématographiques IMDb,  présente dans la section « Liens externes ».
- 2017 : Pitch Perfect 3 : lui-même
- 2019 : Les Incognitos : Ears (voix)
- 2020 : Bad Boys for Life d'Adil El Arbi et Bilall Fallah : Manny
- 2024 : Bad Boys: Ride or Die d'Adil El Arbi et Bilall Fallah : Manny

## Distinctions

### Récompenses
- BET Hip Hop Awards 2008 :
  - Meilleure collaboration, pour I'm So Hood (Remix) avec Young Jeezy, Ludacris, Busta Rhymes, Big Boi, Lil Wayne, Fat Joe, Birdman et Rick Ross
  - DJ de l'année[47]
- Ozone Awards 2008 : DJ de l'année[48]

### Nominations
- BET Hip Hop Awards 2007 :
  - Meilleure collaboration, pour We Takin' Over avec Akon, T.I., Rick Ross, Fat Joe, Birdman et Lil Wayne
  - People's Champ Award, pour We Takin' Over avec Akon, T.I., Rick Ross, Fat Joe, Birdman et Lil Wayne
- BET Hip Hop Awards 2008 : MVP de l'année
- BET Hip Hop Awards 2009 : DJ de l'année
- Ozone Awards 2009 : DJ de l'année
- Grammy Awards 2012 : meilleure collaboration rap, pour I'm on One avec Drake, Rick Ross & Lil Wayne
- Grammy Awards 2017 : meilleur album rap, pour Major Key